# Система безопасности (фильм, 1964)
«Система безопасности» (англ. Fail-Safe — «Отказобезопасность») — американский чёрно-белый политический триллер режиссёра Сидни Люмета по одноимённому роману Юджина Бёрдика и Харви Уилера (1962). Премьера фильма состоялась 15 сентября 1964 года в рамках Второго Нью-йоркского кинофестиваля. Слоганы фильма: «Киноэкран нацелен на наиболее тревожное и драматическое происшествие эпохи» (англ. The screen zeros in on the most suspenseful adventure drama of our age!); «Оно посадит вас на край вечности» (англ. It will have you sitting on the brink of eternity!).

## Сюжет
Из-за ошибок в центре управления полётами эскадрилья американских бомбардировщиков B-58 летит бомбить Москву. Для того, чтобы доказать Советскому Союзу, что произошло вопиющее недоразумение, Президент США отдаёт приказ Стратегическому авиакомандованию ВВС помочь русским остановить бомбардировщики. Несмотря на все усилия обеих сторон, этого не удаётся сделать. Один бомбардировщик всё же прорывается к Москве и сбрасывает бомбы. Как только становится известно, что Москва уничтожена, президент США, чтобы доказать советскому руководству, что произошла ошибка, даёт приказ на уничтожение Нью-Йорка.

## В ролях
- Генри Фонда — президент США
- Фрэнк Овертон — генерал Боган
- Ларри Хэгмэн — Бак
- Дан О'Херлихи — бригадный генерал Уоррен А. Блэк
- Уолтер Мэттау — профессор Гротесшель
- Эд Биннс — полковник Джек Грейди
- Фриц Уивер (дебютная роль) — полковник Каскио
- Уильям Хансен — секретарь Свенсон
- Расселл Харди — генерал Старк
- Расселл Коллинз — Гордон Кнапп
- Соррелл Бук — конгрессмен Раскоб
- Нэнси Берг — Ильза Вольф
- Джон Коннелл — Томас
- Фрэнк Симпсон — Салливан
- Хильди Паркс — Бетти Блэк
- Джанет Уорд — ХеленГрейди
- Дом ДеЛуис (дебютная роль) — сержант Коллинз
- Дана Элкар (дебютная роль) — мистер Фостер
- Луиза Лараби — миссис Каскио
- Фрида Олтман — Дженни' Джонсон'

## Съёмочная группа
- Режиссёр-постановщик: Сидни Люмет
- Сценаристы: Уолтер Бернстайн, Питер Джордж (нет в титрах)
- Продюсер: Макс Э. Янгстейн
- Оператор-постановщик: Джеральд Хиршфелд
- Монтажёр: Ральф Розенблум
- Художник-постановщик: Альберт Бреннер
- Художник по костюмам: Анна Хилл Джонстоун
- Гримёр: Билл Херман, Гарри Бачман
- Звукорежиссёр: Джек Фицстивенс

## Анализ
Как и в своих работах «Двенадцать разгневанных мужчин» и «Принц города», Люмет затрагивает тему комплекса человеческих и технических проблем. По сей день фильм по праву занимает центральное место в проектах постановщика 1960-х годов и славится своими представлениями характеров персонажей, визуальной образностью и повествовательным темпом.
В фильме не звучит никакая музыка, что увеличивает его психологический эффект. Впечатление от картины усиливают чёрно-белое изображение, выбранное Люметом для съёмок, и постоянные крупные планы напряжённых лиц измождённых вояк.
В 2000 году Стивеном Фрирзом был поставлен одноимённый ремейк ленты с Ричардом Дрейфусом в роли президента и Брайаном Деннехи в роли генерала Богана.

## Номинации
- 1965 — Laurel Awards:[3]
  - номинация на премию Golden Laurel за лучшее исполнение мужской драматической роли — Генри Фонда (5-е место)
  - номинация на премию Golden Laurel за лучшую драму (5-е место)
- 1966 — Премия BAFTA: номинация на награду объединённых наций — Сидни Люмет[4]